# 孤独中的恐惧

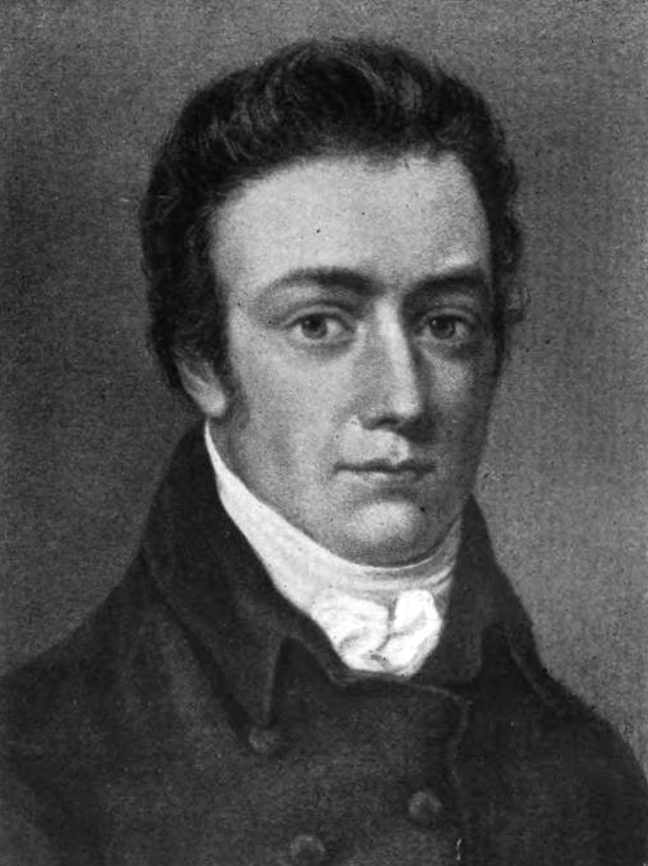
塞缪尔·泰勒·柯勒律治

《孤独中的恐惧》（Fears in Solitude）是塞缪尔·泰勒·柯勒律治于1798年4月所作的一首对话诗，写于法国威胁要入侵英国之时。尽管柯勒律治反对英国政府，这首诗还是站在英国人民的一边，以爱国情怀捍卫自己的祖国。这首诗还强调了保护家庭以及与自然和谐相处、简单生活的愿望。 对这首诗的批评褒贬不一，一些评论家认为它“危言耸听”、反对英国。

## 背景资料
柯勒律治是一位雅各宾派激进分子，法国大革命的早期支持者。他认为大革命会为欧洲和英国带来急需的政治变革。然而，法国政府在革命开始后的所作所为，特别是他们对其它国家的入侵，使他对革命的事业失去信心。尽管柯勒律治反对当时由小威廉·皮特首相领导的英国政府，但是当法国威胁要入侵英国时，他仍然支持英国和国防。当时，许多英国人坚信法国会入侵爱尔兰王国，因为当时爱尔兰正在经历叛乱。
1798年4月左右，英国国内出现了对法国入侵的恐惧情绪，许多人开始购置武器。4月，柯勒律治先是前往位于 Ottery 的童年住所，随后又去拜访威廉·华兹华斯和多萝西·华兹华斯。在这段时间里，柯勒律治写下了《孤独中的恐惧：写于1798年4月的入侵警报中》。 《孤独中的恐惧》首次发表在一本小册子中，其中包括《午夜时分的霜冻》（Frost at Midnight）和《法国：一首颂歌》（France: An Ode） 。这首诗也收录于其它各种诗集中，共刊印七次。这首诗后来的版本之一（由丹尼尔 · 斯图尔特（Daniel Stuart）刊印）删除了直接攻击皮特和英国政府的诗句。这一变化反映了柯勒律治自身不断变化的政治观点，从激进渐趋保守。

## 诗歌

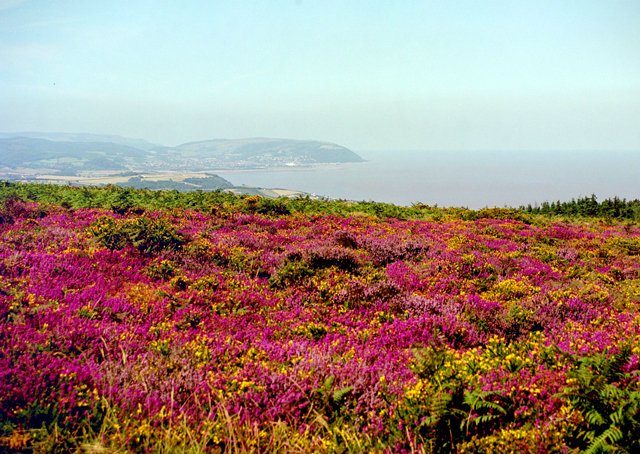
Quantock 山丘

这首诗以 Quantock 的全景开头，之后开始讨论政治观点：
A green and silent spot, amid the hills,
A small and silent dell! O'er stiller place
No singing skylark ever poised himself. （1-3行）

这首诗继续指出，最好的生活是一种简单的生活，有些人与自然共同生活：
And he, with many feelings, many thoughts,
Made up a meditative joy, and found
Religious meanings in the forms of Nature! （22-24行）
然而，一些英国人就像瘟疫一样，将他们的不良行为传播到其它国家：
Like a cloud that travels on,
Steamed up from Cairo's swamps of pestilence,
Even so, my countrymen! have we gone forth
And borne to distant tribes slavery and pangs,
And, deadlier far, our vices, whose deep taint
With slow perdition murders the whole man,
His body and his soul! （47-53行）
尽管他抨击英国政治家的腐败，但还是支持英国：
O native Britain! O my Mother Isle!
How shouldst thou prove aught else but dear and holy
To me, who from thy lakes and mountain-hills,
Thy clouds, thy quiet dales, thy rocks and seas,
Have drunk in all my intellectual life,
All sweet sensations, all ennobling thoughts,
All adoration of the God in nature,
All lovely and all honourable things,
Whatever makes this mortal spirit feel
The joy and greatness of its future being? （183-192行）

在这首诗的结尾，柯勒律治赞美了自己位于 Nether Stowey 的家和大自然：
And now, beloved Stowey! I behold
Thy church-tower, and, methinks, the four huge elms
Clustering, which mark the mansion of my friend;
And close behind them, hidden from my view,
Is my own lowly cottage, where my babe
And my babe's mother dwell in peace! With light
And quickened footsteps thitherward I tend,
Remembering thee, O green and silent dell!
And grateful, that by nature's quietness
And solitary musings, all my heart
Is softened, and made worthy to indulge
Love, and the thoughts that yearn for human kind. （222-233行）

## 主题
这首诗中的政治内容强调了英国政治中存在的问题，表达了柯勒律治认为保守派人士是好战分子、政府内部存在腐败的观点。尽管他有这种感觉，但他仍然忠诚于祖国，希望英国人民安全生活，不管他们有怎样的问题。他的另一首诗《法国：一首颂歌》也讨论了同样的主题，诗中描述了他对法国大革命的看法是怎样随着时间的推移而改变的，尤其是在法国入侵瑞士的时候。
这首诗的结构是环形的，诗歌的开头和结尾都是柯勒律治居住的 Stowey 山谷景色。起初的宁静家园与柯勒律治在《离开退休之地的反思》（Reflections on Having Left a Place of Retirement）中所写的“隐居山谷”（Valley of Seclusion）十分相似。“隐居山谷”十分宁静，可以让人过上舒适的生活。之后，柯勒律治表达了自己的自然观。这些观点在《风琴》（The Eolian Harp）中也有所体现，说明了柯勒律治所受普罗提诺的影响。这首诗还包括了柯勒律治的天人统一观点，以及对入侵的恐惧，因为它会破坏这种统一。 为了保护这种统一，柯勒律治需要保护他的家庭和他居住的山谷，以及其他英国人。 另外，诗歌也强调简单的生活。这首诗以返回山谷作结，这代表了柯勒律治回到自己的家庭中。
这首诗中的哥特元素将其与柯勒律治的许多其它作品联系在一起，包括《古舟子咏》、《黑衣女士的歌谣》（Ballad of the Dark Ladie）、《法国：一首颂歌》、《午夜时分的霜冻》、《夜莺》（Ballad of the Dark Ladie）、《三座坟墓》（Three Graves）和《该隐的漫游》（Wanderings of Cain）。

## 批判性反应
柯勒律治的朋友，罗伯特·骚塞和伊迪丝·骚塞寄来的信中说，这首诗十分“美丽”。 当时，有四篇评论文章都谈到了最初收录《孤独中的恐惧》的小册子。 《批判评论》（The Critical Review）认为，这首诗表是在危言耸听。《英国评论家》（British Critic）认为，柯勒律治是反英国的。 《访问者月刊》（Monthly Visitor）12月发表的一篇评论强调了从129行开始到结束的“美丽线条”。 另一篇发表于1799年1月《每月镜报》（Monthly Mirror）的评论则称：“也许，这篇《恐惧》中作者作为一个英国人的感受并不很体面，它对国家性格也无多少赞美。”
维多利亚时代的诗人阿格农·史文朋（Algernon Charles Swinburne）在1875年版《克里斯塔贝尔》（Christabel）的序言中写道：
|    | Compare the nerveless and hysterical verses headed 'Fears in Solitude' (exquisite as is the overture, faultless in tone and colour, and worthy of a better sequel) with the majestic and masculine sonnet of Wordsworth [...] for, great as he is, I at least cannot hold Wordsworth, though so much the stronger and more admirable man, equal to Coleridge as a mere poet – speaks with a calm force of thought and resolution; Coleridge wails, appeals, deprecates, objurgates in a flaccid and querulous fashion without heart or spirit. This debility of mind and manner is set off in strong relief by the loveliness of landscape touches in the same poem. |
| —— | |

1889年9月，爱德华·道登（Edward Dowden）在《双周刊评论》(Fortlytly Review）上发表了一篇题名《作为诗人的柯勒律治》（Coleridge as a Poet）的文章。其中写道：“柯勒律治仍然抨击英格兰的罪恶，抗议人们对国家错误行为疯狂的偶像崇拜……但在诗篇的结尾，他抒发了一个真正英格兰之子的爱国之心，以高尚的言语解释了自己的爱国热情是如何在家庭情感中奠定的。”
20世纪，弗吉尼亚·拉德利（Virginia Radley）指出，“对这首诗最严重的指控是，这首诗不符合柯勒律治通常认为的诗歌。事实上，这首诗是这个群体中唯一一首可能想要写成诗、但实际不是诗的作品……就像《法国》一样，这首诗也缺乏‘心’。”乔治·沃森（George Watson ）认为，这首诗“说明了柯勒律治的新成就是多么的不稳定。 对于，只有通过伸展慈善，才能被看作是一首对话诗。它厚颜无耻地又退回到了原来那种过分激动的风格，显然是作于法国战争期间、出于爱国而对英国公众舆论之堕落产生的白热化愤怒之中。而且，只有通过展现慈悲宽容，这首诗才能被看作一首对话诗。”
之后，杰弗里·雅罗特（Geoffrey Yarlott）认为，“尽管这首诗中体现的思想和情感良莠不一（因此，它也成为了主要“奇迹年”诗歌中不很高明的一首之一），（《孤独中的恐惧》）体现了柯勒律治在尽力融合说教与诗意时必须解决的问题。 理查德·霍姆斯（Richard Holmes）则认为，《孤独中的恐惧》是“（柯勒律治的）对话诗中最难的一首”。 对霍姆斯来说，诗歌结尾“在一幅塞缪尔·帕尔默式的图景唤起了具有魔力的田园力量”。